# Vasokonstriktion
Vasokonstriktion betyder att arteriolerna kontraherar, enkelt uttryckt att blodkärl drar ihop sig och släpper igenom inget eller lite blod. Motsatsen kallas vasodilatation och sker när arteriolerna vidgas, t.ex. genom kroppens egna reglering av blodtillförsel eller som biverkning vid bruk av vissa droger.
Två av människokroppens naturligt förekommande vasokonstriktorer är hormonerna noradrenalin och angiotensin. Några läkemedel som fungerar som vasokonstriktorer är t.ex. etilefrin och dihydroergotamin.
Ett exempel på vasokonstriktion sker då enzymet renin insöndras från njurarna på grund av lågt blodtryck. Renin omvandlar angiotensinogen till angiotensin I. När detta hormon når lungorna konverteras angiotensin I till angiotensin II, vilket är ett av kroppens mest potenta hormon för vasokonstriktion. Samtidigt frisätts aldosteron, vilket sparar natriumjoner kvar i blodet vilket ökar blodvolymen genom osmos. Denna vasokonstriktion leder då till att blodtrycket normaliseras,